# Akaishi-Gebirge
Das Akaishi-Gebirge (jap. 赤石山脈, Akashi-sanmyaku), auch die japanischen „Südalpen“ (南アルプス, Minami Arupusu für engl. Alps) genannt, ist ein Gebirgszug in Zentral-Honshū der sich an der Grenze der Präfekturen Nagano, Yamanashi und Shizuoka erstreckt. Zusammen mit dem Hida-Gebirge (Nordalpen) und dem Kiso-Gebirge (Zentralalpen) bildet es die Japanischen Alpen.
Über das Gebirge erstreckt sich der Minami-Alpen-Nationalpark.

## Wichtige Berge
| Bild | Name            | Höhe (m) | Anmerkungen                                      |
| ---- | --------------- | -------- | ------------------------------------------------ |
|      | Kita-dake       | 3193     | in der Liste der 100 berühmten japanischen Berge |
|      | Ainodake        | 3189.50  | in der Liste der 100 berühmten japanischen Berge |
|      | Akaishi-dake    | 3120     |                                                  |
|      | Shiomi-dake     | 3047     | in der Liste der 100 berühmten japanischen Berge |
|      | Senjōgatake     | 3032.56  | in der Liste der 100 berühmten japanischen Berge |
|      | Nōtori-dake     | 3025.90  | in der Liste der 200 berühmten japanischen Berge |
|      | Kaikomagatake   | 2967     | in der Liste der 100 berühmten japanischen Berge |
|      | Aragawa-dake    | 3141     |                                                  |
|      | Hijiri-dake     | 3013     |                                                  |
|      | Nishinōtoridake | 3051     |                                                  |
|      | Tekari-dake     | 2591     |                                                  |